# Leica R9
Le Leica R9 est un appareil photographique reflex mono-objectif fabriqué par Leica entre 2002 et 2009.
Il peut être utilisé avec un dos numérique adapté : le Digital-Modul-R (DMR).